# Театры Дельфонта Макинтоша
«Театры Дельфонта Макинтоша» (англ. Delfont Mackintosh Theatres) — театральная компания, базирующаяся в Лондоне, Великобритания. Владеет восемью театрами в Вест-Энде, где осуществляется прокат мюзиклов.

## История
Компания была основана в 1991 году импресарио Бернардом Делфонтом и театральным продюсером Кэмероном Макинтошем.

## Театры

### Действующие
По состоянию на февраль 2016 года компания владеет следующими театрами:
- «Виктория-Палас»
- «Гилгуд»
- «Новелло»
- «Ноэл Кауард»
- «Принц Эдуард»
- «Принц Уэльский»
- «Театр Уиндхэм»
- «Театр Сондхайма»